# El envío
El envío es una novela publicada en 2018, por el periodista y escritor alemán Sebastian Fitzek.

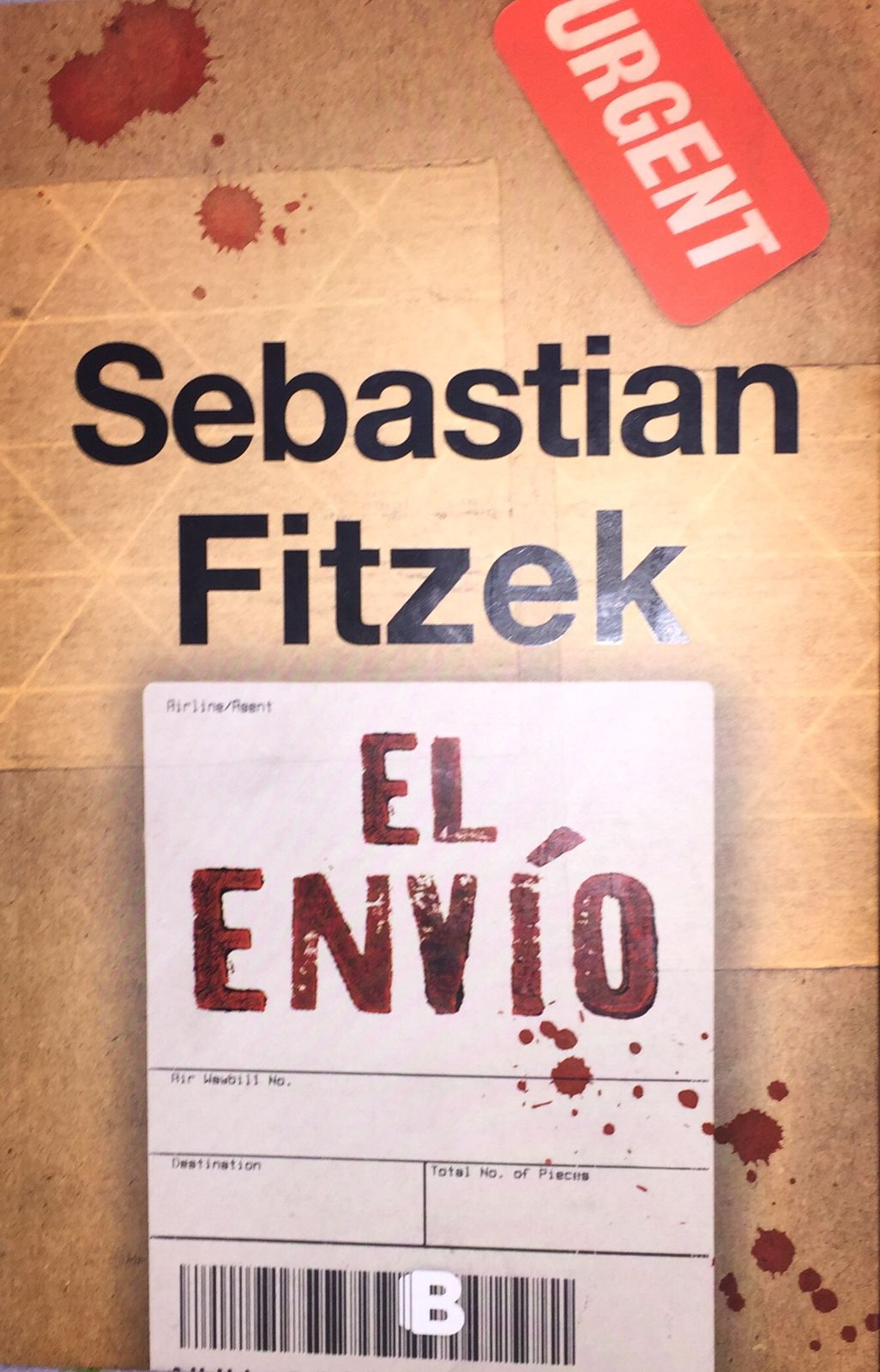
Portada del libro

## Resumen
Emma Stein una joven psiquiatra fue violada en una habitación de hotel. Se cree que fue una de las victimas de un psicópata asesino a quien hacen llamar el "Peluquero" por su hábito de cortar el cabello de aquellas chicas a quienes ataca antes de asesinarlas.
Emma fue la única de las victimas que el asesino dejó con vida. Emma nunca pudo verle la cara a su agresor por lo que esto se va descubriendo a lo largo de la historia. Un día llega a su casa el cartero el cuál le entrega un paquete destinado a su vecino, cuyo nombre Emma desconoce pese a llevar años viviendo en la misma calle. Cuando Emma acepta el paquete, no puede imaginar que su peor pesadilla acaba de empezar.

## Reseña
El envío es un Thriller psicológico que cuenta la historia de Emma Stein (psiquiatra) dando una conferencia sobre un tema un tanto polémico. Al regresar a la habitación del hotel donde se hospedaba es violada y a partir de ese momento queda traumatizada, no quiere salir, tiene miedo de todo y de todos. Su esposo es un policía y debido a esto pasa poco tiempo en el hogar cosa que a Emma no le ayuda. Él está investigando sobre un asesino en serie que ha sido denominado con el apodo de "el peluquero" ya que rapa a sus víctimas que siempre son mujeres. Emma cree fervientemente que el hombre que la violó es este asesino pero la gente no le cree por diversas razones: 
1. Todas las víctimas del peluquero son asesinadas.
2. Todas son prostitutas y Emma no lo es.
3. La habitación de hotel donde Emma dice que se hospedó y donde todo esto ocurrió no existe.
4. Emma tiene antecedentes de imaginarse cosas... Cuando era niña pensaba que existía un hombre que vivía en su closet y que para poder "sacarlo" de su vida tuvo que ir por un buen tiempo a terapia.

Una mañana el cartero de la zona toca a su puerta para entregarle su correspondencia junto con un paquete que es para uno de sus vecinos. Emma no está muy convencida de recibir el paquete pero antes de darse cuenta ya lo tenía en sus manos dentro de su casa. Cuando lee el nombre del destinatario se queda paralizada, es alguien que no conoce y que automáticamente asocia a su violación, ¿Será su violador su vecino?. A raíz de todo esto comienza la locura.
La historia está contada en dos tiempos, lo antes mencionado se refiere al pasado y el presente (con una diferencia de tres semanas a lo sucedido) donde Emma se encuentra con su abogado el cuál la está entrevistando sobre qué fue lo que pasó ese día, qué sucedió con ese paquete misterioso y cómo fue que Emma terminó volviéndose una asesina.
Es una novela ágil con un lenguaje cercano a las demás novelas de Sebastian Fitzek. El narrador construye un ambiente de suspenso que pone en duda la realidad de los acontecimientos, no solo la violación si no varias cosas que le van ocurriendo a Emma a lo largo de la historia.

## Personajes

### Primarios
- Emma Stein: Es el personaje principal de la historia. Es una psiquiatra la cual sufre la violación y la historia del libro gira en torno a este acontecimiento.

- Konrad: Amigo y abogado de Emma quien le pide contarle toda la verdad de lo que ocurrió.[2]

### Secundarios
- Philip: Policía y marido de Emma.
- Jorgo: Compañero de trabajo de Philip.
- Konrad y Sylvie: Amigos íntimos de Emma.
- Palant: El vecino de Emma.

## Autor
Sebastian Fitzek nació en 1971 en Berlín. Es autor de novelas de intriga y suspenso. Las novelas del autor se han traducido a veinticuatro idiomas y tiene más de cuatro millones de ejemplares.[cita requerida]

### Obras similares[3]
- Terapia: Primera novela del autor la cuál alcanzó en seguida el número uno en ventas de libros y fue nominada al premio Friedrich-Glauser en la categoría de mejor novela debutante, siendo aclamada por la crítica y los lectores por igual.
- Amokspiel y Das Kind: Estas dos novelas lo consagraron como el maestro alemán del thriller psicológico.
- El último regalo: Participó en la Yincana Criminal 2021 en la sección “Ocurrió En Europa” y el apartado “Una novela de un escritor/a alemán o que la trama transcurra en Alemania”.[4]
- El experimento
- El pasajero 23: Mejor vendido en Alemania, con más de 500.000 ejemplares.
- Asiento 7A
- El sonámbulo
- El retorno
- La noche del ocho
- Noah